# Boulevard de Sarrebruck
Le boulevard de Sarrebruck est une artère de Nantes, en France.

## Situation et accès
Situé dans le quartier Malakoff - Saint-Donatien, la  boulevard débute à l'extrémité est du quai Malakoff, à l'angle de la rue du Cher, longe la rive droite de la Loire (bras de la Madeleine) pour se terminer à l'extrémité sud du boulevard de Seattle.

## Origine du nom
Le nom de la voie commémore le jumelage de Nantes avec la ville allemande de Sarrebruck, officialisé le 27 avril 1965.

## Historique
Bordé de prairies et de fermes enserrées entre des voies de chemin de fer et encadré par des ponts ferroviaires (pont Résal en aval et pont de la Vendée en amont) jusqu'au années 1960, le boulevard voit l'émergence du nouveau quartier HLM de Malakoff qui sort de terre dès 1967, mais celui-ci ne bénéficie guère à ses nouveaux résidents et reste une voie de transit permettant notamment aux habitants du centre-ville de rejoindre l'autoroute A11 par le nouveau boulevard de la Prairie-de-Mauves ouvert dans les années 1980.
 Au début des années 2000, le « Grand projet de ville Malakoff Pré Gauchet » permet de remédier à cet inconvénient, par la création de plusieurs ronds-points donnant accès aux voies de desserte du quartier. L'inauguration du pont Éric-Tabarly en 2011 facilite la traversée du fleuve pour atteindre l'île de Nantes depuis le boulevard. L'année suivante, l'ouverture du boulevard de Berlin favorise, de son côté, l'accès du quartier de la gare.
Ancien chemin de halage, le boulevard prend par délibération du conseil municipal du 25 novembre 1929, le nom de « boulevard de la Prairie-de-Mauves » (à ne pas confondre avec l'actuelle artère homonyme) et s'étend jusqu'au pont Tracktir (situé au niveau l'actuelle rue de Lourmel), puis le conseil municipal du 8 octobre 1965 lui attribue son nom actuel.

## Voies latérales secondaires

### Rue de la Révolution-des-Œillets
Cette artère qui part de l'extrémité est du boulevard, longe le parc de la Roche et l'école primaire Ange-Guépin sur son côté est, ainsi que des installations sportives attenantes sur son côté ouest, avant de rejoindre la rue de la Roche. Au sud de cette voie, débouche le chemin de la Roche.

### Chemin de la Roche
Cette petite artère dessert notamment le siège de la régie de l'eau de Nantes Métropole et son usine de traitement des eaux usées (dite « usines de la Roche »). Au nord, elle rejoint à la station de tramway de la ligne 1 « Hôpital Bellier » qu'elle atteint en enjambant les voies ferrées menant à la gare de Nantes toute proche, grâce à une passerelle. Un cheminement piétonnier permet ensuite d'atteindre le siège de la Semitan, ainsi que les rues Bellier et Pierre-et-Marie-Curie.

### Coordonnées des lieux mentionnés
1. ↑  Rue de la Révolution-des-Œillets : 47° 13′ 04″ N, 1° 31′ 11″ O
2. ↑  Chemin de la Roche : 47° 13′ 09″ N, 1° 31′ 23″ O